# Gare de Réville
La gare de Réville est une gare ferroviaire française, fermée et désaffectée, de la ligne de Valognes Montebourg à Saint-Vaast et à Barfleur. Elle est située sur le territoire de la commune de Réville dans le département de la Manche, en région Normandie. 
Construite et mise en service en 1886 par la Compagnie de chemins de fer départementaux (CFD) elle est, en 1926, rachetée par le département et confiée en affermage à la Compagnie des chemins de fer normands (CFN). Elle est fermée, comme la ligne, en 1950.

## Situation ferroviaire
Établie à 8 mètres d'altitude, la gare de Réville est située au point kilométrique (PK)029 de la ligne de Valognes Montebourg à Saint-Vaast et à Barfleur, entre les gares de Saint-Vaast-la-Hougue (s'intercale l'arrêt d'Anneville-en-Saire) et de Valcanville - Anneville.

## Histoire
C'est en 1880, que la création d'un arrêt de chemin de fer sur le territoire de la commune de Réville prend corps, lors de sa séance du 19 juillet 1880, le conseil général est informé qu'il est notamment prévu de construire « une halte à Réville » qui se situe sur la deuxième section du chemin de fer de Valognes Montebourg à Saint-Vaast et à Barfleur, entre Saint-Vaast et Barfleur. L'emplacement de cette halte a donné lieu à une réclamation, lors de l'enquête. Cette remarque justifiée nécessite une légère modification du tracé ce qui repousse le projet définitif pour cette section.
La gare de Réville est mise en service le 20 avril 1886 par la Compagnie de chemins de fer départementaux (CFD), lorsqu'elle ouvre officiellement à l'exploitation sa ligne à deux branches de Valognes Montebourg à Saint-Vaast et à Barfleur.
En 1926, le département de la Manche rachète la ligne, avec la gare, et en confie l'exploitation, par affermage, à la Compagnie des chemins de fer normands (CFN).
Le 26 mars 1930, un décret du Président de la République autorise la commune de Réville à souscrire à un emprunt de 125 000 francs pour verser une subvention à la Compagnie CFN afin qu'elle face des travaux d'extension des installations de la halte. Le remboursement se fera par le prélèvement d'une surtaxe sur les transports expédiés ou reçus pendant une période de 12 ans
En 1948, le sud de la ligne est fermée, la gare de Saint-Vaast-la-Hougue en devient un des terminus. La fermeture total de la ligne intervient en 1950.

## Patrimoine ferroviaire
En juin 2016, l'ancien bâtiment voyageurs, est toujours présent sur le site,.